# Тухольський повіт
Тухольський повіт (пол. powiat tucholski) — один з 19 земських повітів Куявсько-Поморського воєводства Польщі.
Утворений 1 січня 1999 року в результаті адміністративної реформи.

## Загальні дані
Повіт знаходиться у північно-західній частині воєводства.
Адміністративний центр — місто Тухоля.
Станом на 1.01.2008 населення становить 47 310 осіб, площа 1075,46 км².

## Демографія
Демографічні дані повіту станом на 30.06.2005:
|       | Всього | Всього | Жінки  | Жінки | Чоловіки | Чоловіки |
| ----- | ------ | ------ | ------ | ----- | -------- | -------- |
|       | осіб   | %      | осіб   | %     | осіб     | %        |
| Повіт | 47 190 | 100    | 23 687 | 50,2  | 23 503   | 49,8     |
| Міста | 13 962 | 100    | 7183   | 51,4  | 6779     | 48,6     |
| Села  | 33 228 | 100    | 16 504 | 49,7  | 16 724   | 50,3     |